# Каменный Перебор
Ка́менный Перебо́р — населённый пункт (лесоучасток) в Кильмезском районе Кировской области, в Рыбно-Ватажском сельском поселении.

## География
Расстояние до районного центра (посёлок Кильмезь) — 34 км, до областного центра — 169 км. Расположен на берегу реки Лобань.

## История
Согласно Административно-территориальному делению Кировской области на 1 июня 1978 г. входил в Рыбно-Ватажский сельсовет.

## Население
| 2010 | 2014 | 2015 |
| ---- | ---- | ---- |
| 247  | ↗288 | ↘269 |

По переписи 2002 года население Каменного Перебора составляло 332 человека (русские (83 %), татары (14 %), удмурты (3 %).